# Skrzypionka błękitek
Skrzypionka błękitek, skrzypionka błękitka (Oulema gallaeciana) – gatunek chrząszcza z rodziny stonkowatych i podrodziny poskrzypek. Zamieszkuje palearktyczną Eurazję. Żeruje na trawach.

## Taksonomia
Gatunek ten opisany został po raz pierwszy w 1798 roku przez Gustafa von Paykulla pod nazwą Lema cyanella. Niezależnie opisał go w 1831 roku James Francis Stephens pod nazwą Crioceris obscura. Obie te nazwy okazały się młodszymi homonimami. Za ważny uznaje się natomiast epitet gatunkowy nadany w 1879 roku przez Lucasa F.J.D. von Heydena w kombinacji Lema gallaeciana.

## Morfologia

### Owad dorosły
Chrząszcz o ciele długości od 3 do 4 mm. Głowa, przedplecze i pokrywy są jednolicie niebieskie, rzadziej zielononiebieskie, zielonkawe lub czarne, zawsze z połyskiem metalicznym, natomiast czułki i odnóża są czarne. Równomiernie wysklepione czoło ma pośrodku głęboki, podłużny dołek. Wygraniczające czoło linie zbiegają się na przedzie pod kątem rozwartym. Przedplecze ma w tylnej części poprzeczną bruzdę pozbawioną punktowania, o powierzchni gładkiej lub zaopatrzonej w stosunkowo duże wgłębienia przechodzące po bokach w wąskie bruzdki. Punktowanie na pokrywach jest grubsze niż u O. erichsonii.

### Stadia rozwojowe
Jajo nie przekracza 1 mm długości. Kształt ma walcowaty z zaokrąglonymi końcami, a barwę ciemnożółtą do pomarańczowej. Nieprzekraczająca 5 mm długości larwa ma łukowato wygięte ciało barwy żółtawej z czarną głową, osłonięte ciemną, śluzowatą warstwą odchodów. Poczwarka jest biało ubarwiona, skryta w oprzędzie.

## Ekologia i występowanie

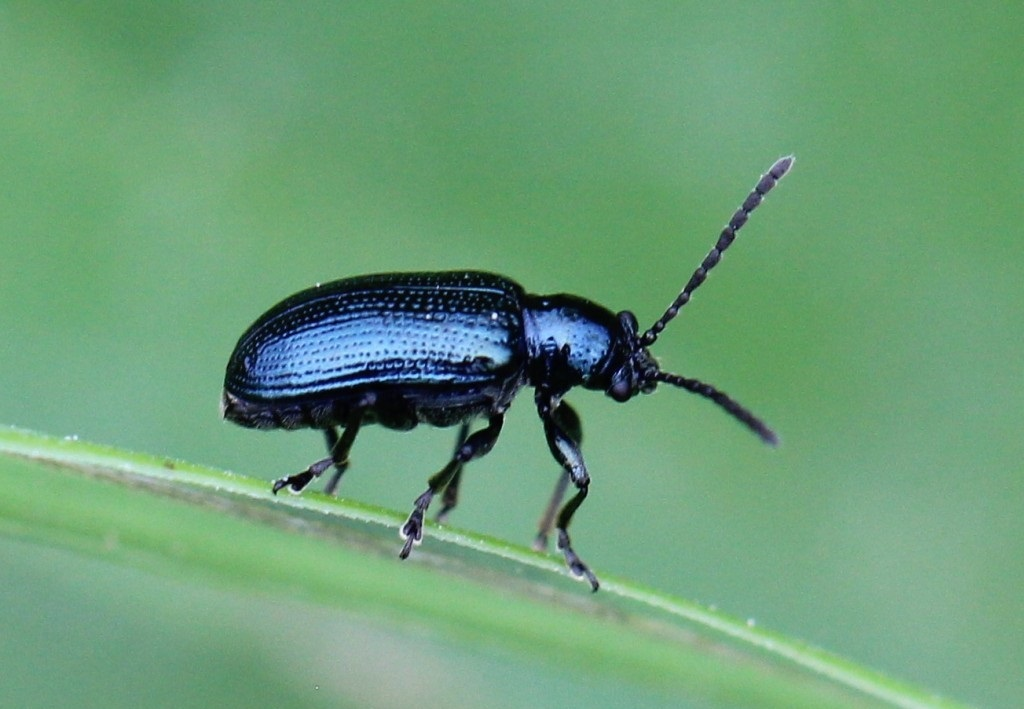
Imago na roślinie

Owad ten zasiedla łąki, polany, ugory, ogrody, pola uprawne i trawniki. Zarówno larwy, jak i postacie dorosłe są fitofagami żerującymi na trawach, w tym na zbożach. Wśród ich roślin żywicielskich wymieniane są: jęczmień zwyczajny, kukurydza zwyczajna, kupkówka pospolita, owsy, perz właściwy i stokłosa prosta. Aktywne osobniki dorosłe spotyka się od marca lub kwietnia do września. Stanowią stadium zimujące. Jaja składane są w maju i czerwcu, pojedynczo lub w liczących kilka sztuk szeregach na wierzchniej stronie liści. Rozwój larwalny zajmuje kilka tygodni. Wyrośnięta larwa konstruuje na roślinie siateczkowaty oprzęd, w którym po około ośmiu dniach dochodzi do przepoczwarczenia. Stadium poczwarki trwa około dwóch tygodni.
Gatunek palearktyczny. W Europie znany jest z Hiszpanii, Andory, Irlandii, Wielkiej Brytanii, Francji, Belgii, Holandii, Luksemburga, Niemiec, Szwajcarii, Austrii, Włoch, Danii, Szwecji, Norwegii, Finlandii, Estonii, Łotwy, Litwy, Polski, Czech, Słowacji, Węgier, Białorusi, Ukrainy, Mołdawii, Rumunii, Bułgarii, Słowenii, Chorwacji, Bośni i Hercegowiny, Serbii, Czarnogóry, Albanii, Macedonii Północnej, Grecji i europejskiej części Rosji. W Azji podawany jest z syberyjskiej i dalekowschodniej części Rosji, Kazachstanu i Mongolii. Na północ sięga po koło podbiegunowe.